# Tecnología cívica
La tecnología cívica es tecnología (principalmente tecnología de información) que permite la participación del público con el propósito de aumentar el bienestar social. Por ejemplo, la tecnología cívica puede enfocarse en promover el desarrollo socioeconómico, mejorar el funcionamiento del gobierno, o facilitar la comunicación entre ciudadanos.
Abarca aplicaciones cívicas, las plataformas que apoyan cuerpos de gobierno, instituciones y otro software que habilita estos objetivos.

## El ámbito de tecnología cívica
Según un estudio de la Empresa de Datos Internacional (IDC), aproximadamente $6.4 mil millones serán gastados en tecnología cívica en el año 2015. Una encuesta de la Fundación Knight del campo de tecnología cívica encontró que el número de compañías de tecnología cívica creció por aproximadamente 23% anualmente entre 2008 y 2013.
Un informe del año 2015 de la Fundación Knight muestra las diferentes categorías dentro del ámbito de tecnología cívica.
Gobierno abierto:
- Datos abiertos y transparencia
- Votación
- Visualización y mapeo
- Utilidad de datos
- Comentario de residentes
- Deliberación pública

Acción comunitaria:
- Colaboración entre pares
- Financiamiento comunitario
- Foros de barrio
- Información comunitaria (crowdsourcing)
- Organización comunitaria

A la medida que las tecnologías avanzadas llegan al alcance de más personas, oficiales y gobiernos locales han empezado a utilizarlas para facilitar la comunicación con el público.
Los ciudadanos ahora pueden contactar a sus representantes en el gobierno a través de medios sociales. Pueden expresar sus preocupaciones directamente a oficiales de gobierno a través de sitios como Twitter y Facebook. Sin embargo, cabe duda si la tecnología cívica puede proporcionar representación democrática justa.

## Efectos

### La tecnología cívica y el comportamiento social
Debido a la comodidad proporcionada por la tecnología cívica, existen preocupaciones sobre su efecto en el comportamiento social. Por ejemplo, se ha sugerido que si las votaciones por Internet se convierten más comunes, se deberían tener discusiones con respecto a los asuntos o candidatos por la red también.

### La tecnología cívica y el desarrollo socioeconómico
Los adelantos tecnológicos y la adopción de la tecnología cívica proporcionan nuevas preocupaciones sobre la representación de comunidades marginadas. Si estas poblaciones no pueden acceder a estás tecnologías, la desigualdad social podría aumentar.